# 大川清幸
大川 清幸（おおかわ せいこう、1925年〈大正14年〉11月6日 - 2014年〈平成26年〉12月18日）は、日本の政治家。
墨田区議会議員（1期）、東京都議会議員（5期）、参議院議員（1期）、参議院法務委員長、参議院協会副会長、公明党顧問などを歴任した。

## 来歴
東京都墨田区の下町に生まれる。実家は日本酒やビール、焼酎、洋酒などを扱う酒屋を営んでいた。旧海軍甲種飛行予科練習生（14期前期）を経て、1949年3月に中央大学商学科を卒業。1952年3月には中央大学経済学部を卒業する。創価学会が初めて政界に進出した1955年の第3回統一地方選挙では、杉並区議会議員選挙における藤原行正の選挙スタッフとして活動した。同時期に実家の大川商店社長、アサヒ酒販専務を務める。
1959年、第4回統一地方選挙で墨田区議会議員選挙に立候補し当選。もともと同選挙には父・和多留が立候補する予定だったが、父が病に倒れたため身代わり立候補した。1961年、公明党の前身である公明政治連盟の結成に参加。
1963年、東京都議会議員選挙に出馬し当選。藤井富雄らとともに「17人のサムライ」の一人と称され、1964年には公明党の設立に参加した。隅田川のし尿処理問題などに取り組んだほか、1965年の都議会リコール騒動では中心的な役割を果たす。
1980年、第12回参議院議員通常選挙に全国区から出馬し当選。在職中は参議院法務委員長などの要職を歴任したほか、1984年12月1日には参議院本会議場で竹内潔の追悼演説を行った。1986年に政界を引退した後は、創価学会墨田区副総合長、一般社団法人参議院協会副会長などを務めた。黒柳明、伏木和雄とともに週刊現代と矢野絢也を名誉毀損で訴えたこともある。
引退して久しい2010年1月には、公明党代表山口那津男の肝煎りで公明党顧問に就任した。2013年8月、党顧問を退任。
2014年12月18日、心不全のため死去。89歳没。

## 役職歴

### 参議院
- 法務委員長

### 公明党
- 顧問
- 中央執行委員
- 東京都本部書記長
- 議会局長
- 選挙対策委員会事務局長

### 都議会公明党
- 幹事長

## 人物
- 第4代東京都知事鈴木俊一からは「紅顔の美青年だった」「理論家で、顔に似合わず舌鋒は鋭く、追及は急だった」と評されている[1]。
- 2005年8月24日付の聖教新聞「座談会」欄では、「大川さんといえば、あの『べらんめえ口調』」「現役時代も引退後も、まったく変わらない。ますます意気軒高だ」「議員を辞めてからも、しょっちゅう墨田の下町を歩いて回っている。市民の要望を聞いたり、公明党の政策を訴えたり。『生涯、青年』で語りまくっている」と評されている[7]。